# 金秀ヤオ族自治県
金秀ヤオ族自治県（きんしゅう-ヤオぞく-じちけん）は中華人民共和国広西チワン族自治区来賓市に位置する自治県。ヤオ族人口が多く、特色ある民族風情を維持している。

## 行政区画
- 鎮:金秀鎮、桐木鎮、頭排鎮
- 郷:三角郷、忠良郷、羅香郷、長垌郷、大樟郷、六巷郷、三江郷

## 観光
- 聖堂山風景区：国家級自然保護区、国家桂林公園に含まれている。聖堂山石牆という文化遺跡がある
- 金秀大瑶山：国家級自然保護区
- 瑶族民俗村
- 古占瑶族風情村